# El cementerio de los pájaros
El cementerio de los pájaros es una obra de teatro de Antonio Gala, estrenada en Bilbao el 8 de septiembre de 1982.

## Argumento
Con el intento de golpe de Estado del 23-F como telón de fondo, los hermanos Deogracias y Nicodemo Aguayo, sus respectivas esposas, Emilia y Martina y la nieta Laria ahogados por la presión que sobre los cuatro ejerce Juan Bautista el padre de ellos planean su asesinato y lo llevan a cabo.

## Estreno
- Dirección: Manuel Collado.
- Escenografía: Gerardo Vera.
- Intérpretes: Irene Gutiérrez Caba (Emilia), Encarna Paso, Miguel Ayones, Gabriel Llopart, Manuel de Blas, Emma Suárez.
- Regidor de Escena: Jesús Morgado